# 아이반 (1991년)

아이반 (AIVAN, 1991년 12월 17일 ~ )은 대한민국의 싱어송라이터로 활동하고 있으며, 2018년 싱글 앨범 Tell The World로 데뷔하였다. 소속사는 에버모어이다.